# Reudnitzer Park
Der Reudnitzer Park (mitunter auch Park am Täubchenweg) ist eine Parkanlage im Stadtteil Reudnitz in Leipzig, die aus einem ehemaligen Friedhof entstanden ist.

## Geschichte
1843 legte die Gemeinde Reudnitz südlich des Täubchenwegs einen Friedhof an, damals noch auf freiem Feld außerhalb geschlossener Bebauung. Wegen der starken Bevölkerungszunahme in der zweiten Hälfte des 19. Jahrhunderts wurde dieser alsbald zu klein. Außerdem begann die Bebauung der Umgebung. Deshalb wurde 1878 außerhalb der Stadt an der Oststraße der Neue Reudnitzer Friedhof angelegt, der heute Ostfriedhof heißt. Der bisherige wurde nun Alter Reudnitzer Friedhof genannt.
Es entstand bald die Absicht, diesen in einen Park umzuwandeln, jedoch mussten jahrzehntelange Liegezeiten abgewartet werden. Noch in einem Stadtplan von 1938 ist das Gelände als Friedhof mit zwei großen Nord-Süd-Wegeachsen dargestellt.
Die Umgestaltung zum Park begann nach dem Zweiten Weltkrieg, und sein bis heute dominierendes Erscheinungsbild erhielt er in den 1950er Jahren. In den letzten Jahren erhielt er eine Aufwertung durch die Anlage von Sportmöglichkeiten.

## Gestaltung
Der Park hat nur zwei Straßenbegrenzungen, im Norden den Täubchenweg und im Osten die Sigismundstraße, von denen er durch Buschpflanzungen weitgehend abgeschirmt ist. Von jeder dieser Straßen gibt es zwei Zugänge und noch einen von Süden über die Fröschelstraße. Im Süden wird der Park begrenzt durch das Gebäude der 1911/1912 errichteten Neuapostolischen Kirche Leipzig-Mitte und im Westen durch eine Kindertagesstätte.
Den Park durchzieht ein die Zugänge verbindendes, sich kreuzendes Wegenetz. Der Baumbestand weist eine vielseitige Arten- und eine gemischte Altersstruktur auf. Als Hauptbestand sind Gemeine Esche, Weißbuche, Robinie sowie Berg- Spitz-, Feld- und Silberahorn vertreten. Es finden sich Altbäume aus der Friedhofszeit und aus den 1950er Jahren, aber auch zahlreiche Neupflanzungen.

Ansichten vom Park
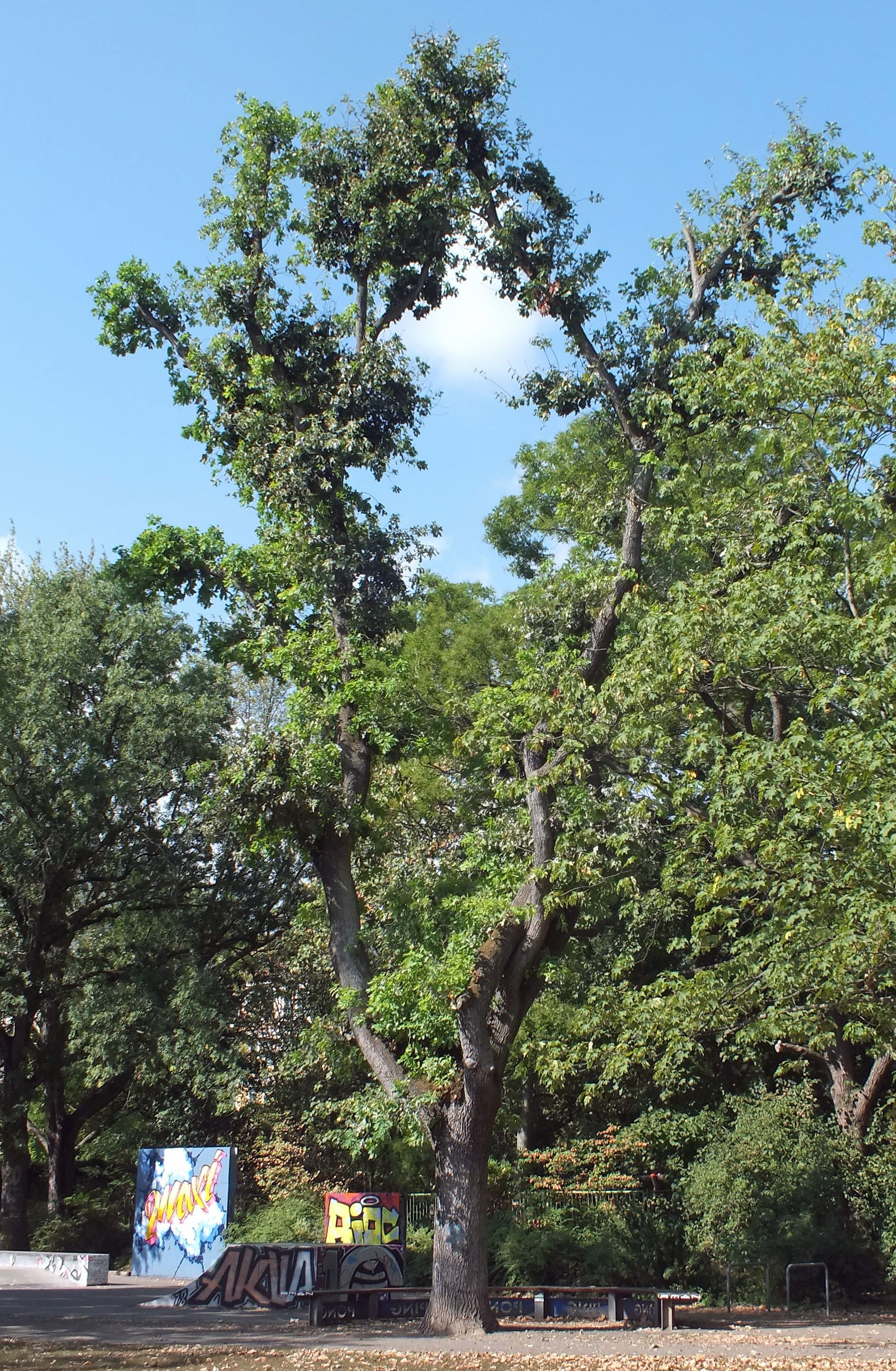
Stieleiche von ca. 1920
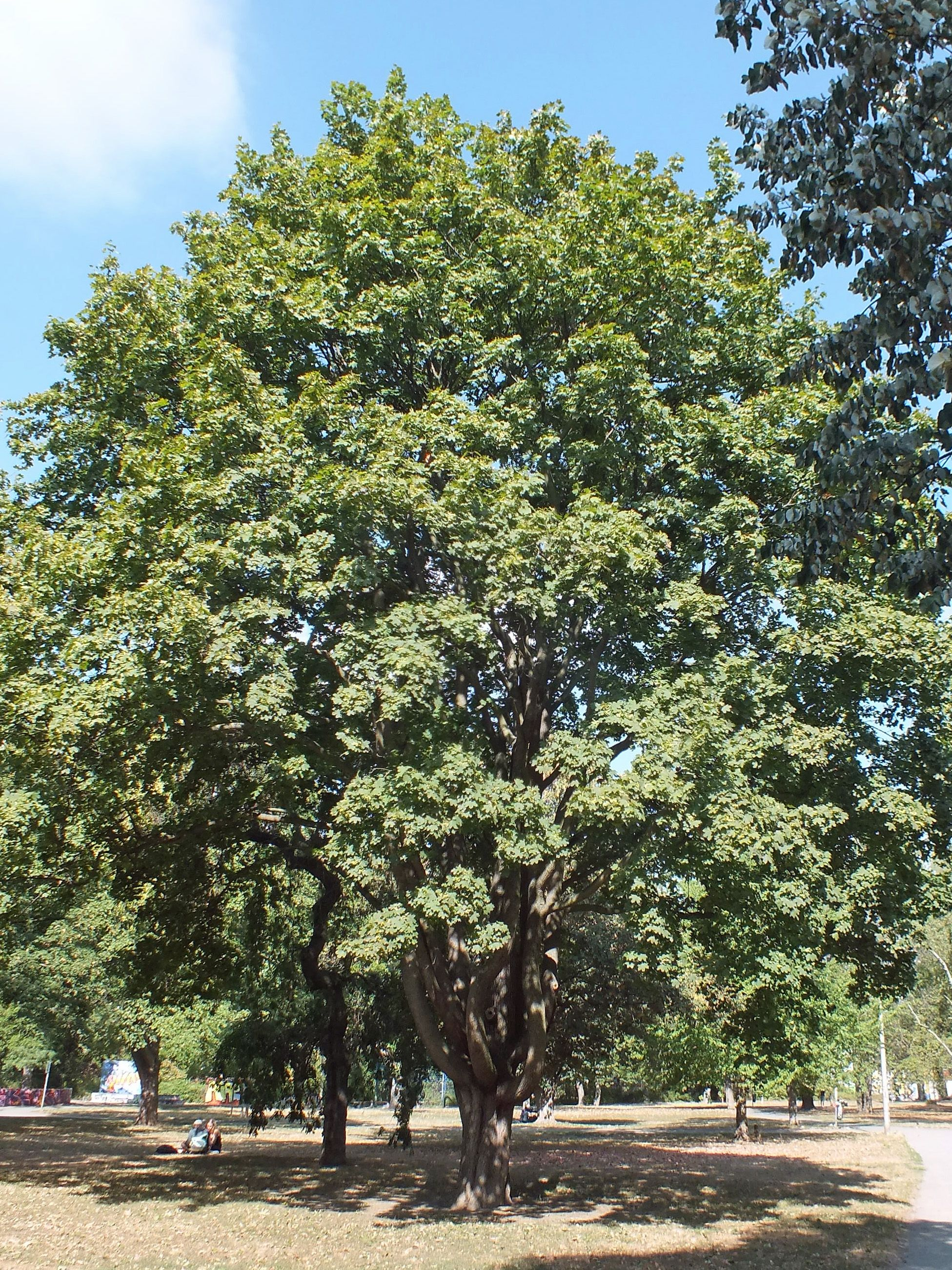
Feldahorn von ca. 1920
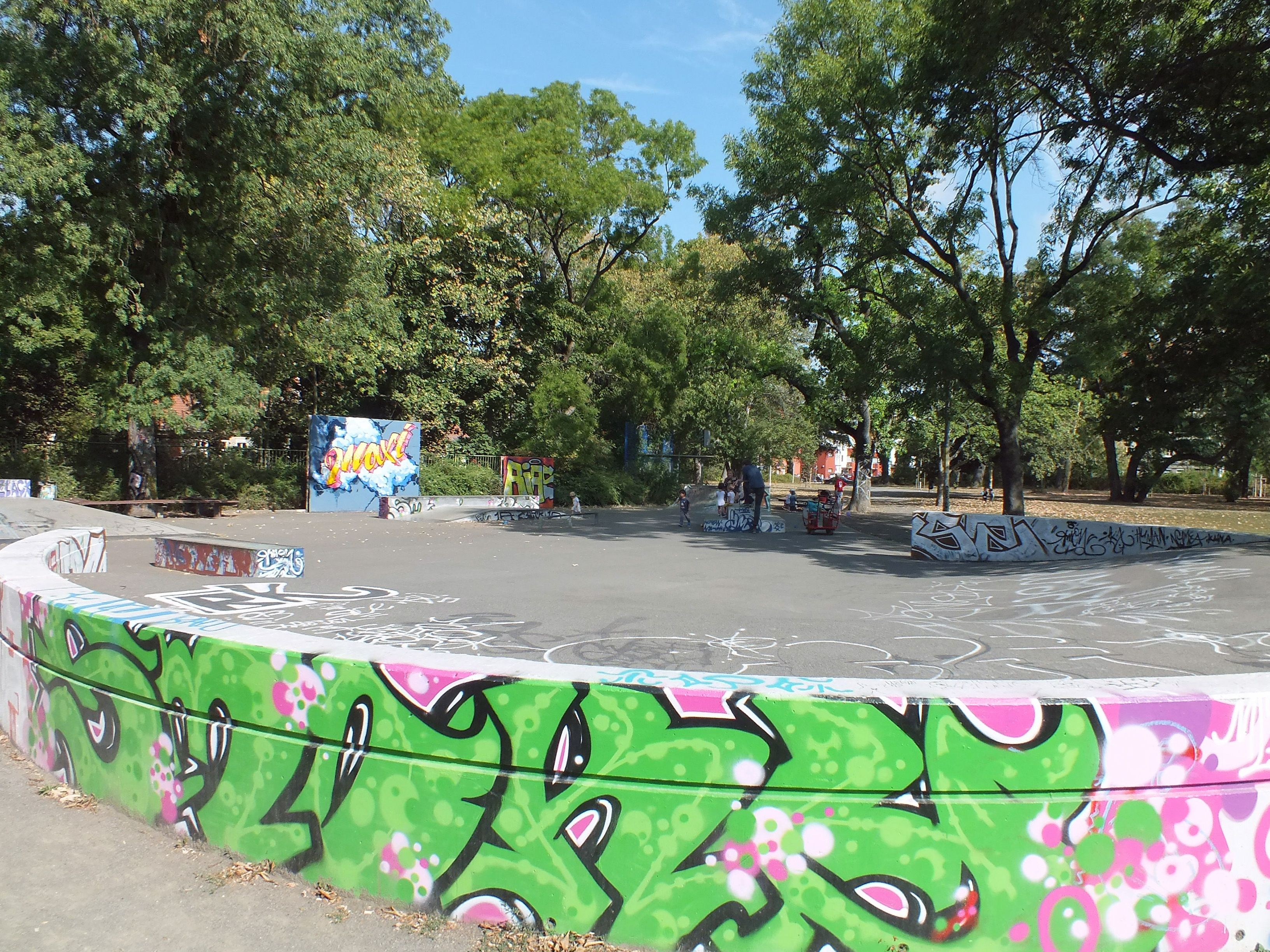
Teil der Skateranlage
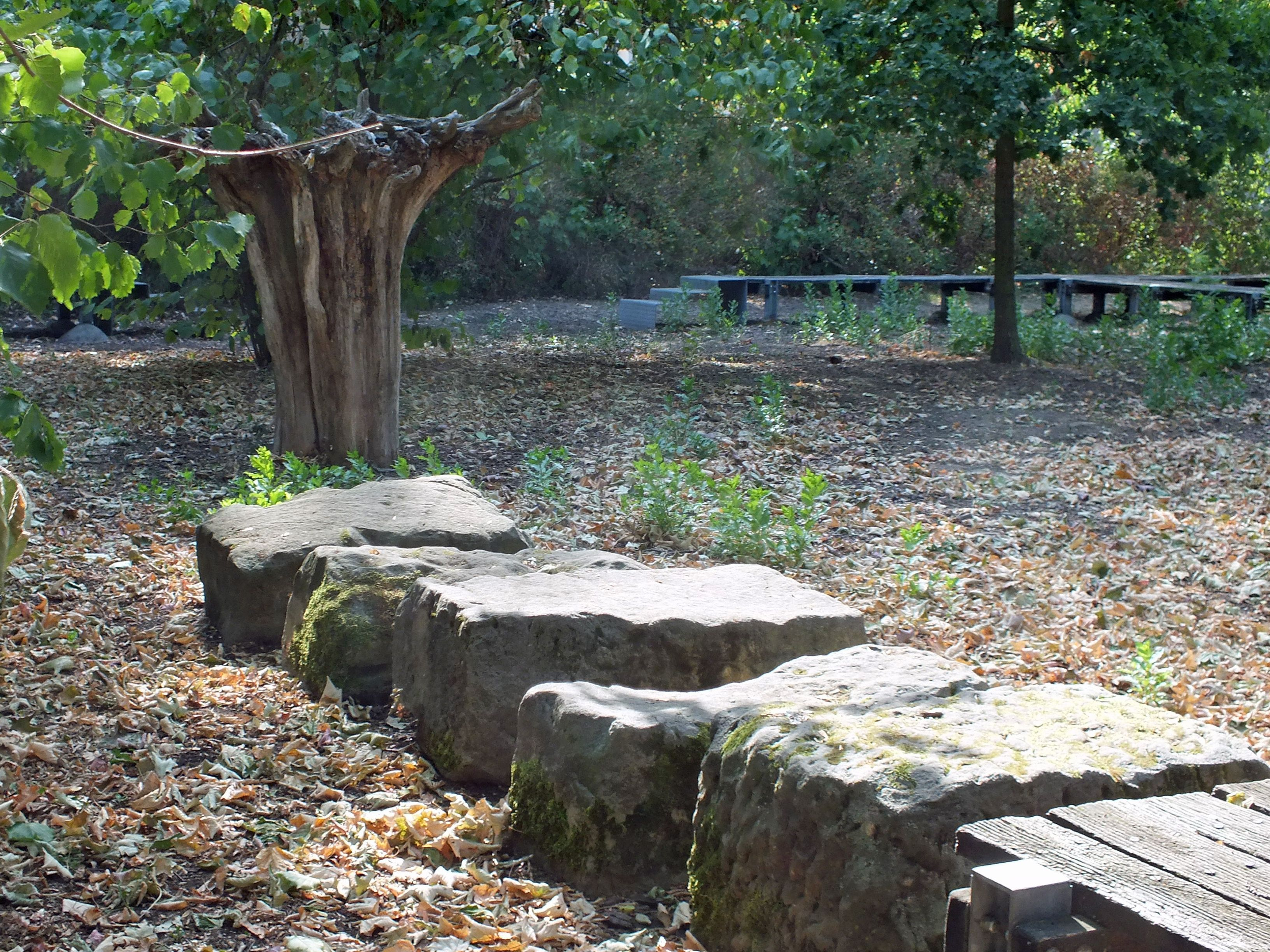
Der Kletterplatz

Zur sportlichen Betätigung, vor allem für Jugendliche und Kinder, laden ein Skaterplatz mit Streetballkorb und ein sogenannter Kletterplatz mit einem Holzsteg und Klettersteinen ein.
Über die Sigismundstraße besteht eine kurze Verbindung zum in der Fläche größeren Lene-Voigt-Park.